# Thylactus insignis
Thylactus insignis là một loài bọ cánh cứng trong họ Cerambycidae.